# Campus de la Universidad de Temple en Ambler
El Campus de la Universidad de Temple en Ambler es el campus más cercano a la sede central de la Universidad de Temple. El campus se encuentra a treinta minutos de Filadelfia, Pensilvania, en el condado de Montgomery.
Cuenta con 2950 de pregrado y 962 estudiantes de postgrado. El campus tiene 187 acres (0,76 km²), incluido el Arboretum de Paisaje, e incluye dos salas para la residencia. En el campus, hay treinta organizaciones de estudiantes y ofrece veintiún programas de grado de licenciatura. 